# Distretto di Khovos
Il distretto di Khovos (usbeco Xovos) è uno degli 8 distretti della Regione di Sirdaryo, in Uzbekistan. Il capoluogo è Khovos.